# Ella King Russell Torrey
Ella King Russell Torrey (7 de agosto de 1925 - 14 de abril de 2020) fue oficial de información pública de Eleanor Roosevelt, ganadora del Premio de las Naciones Unidas al Héroe de los Derechos Humanos, y activista de derechos humanos. 

## Temprana edad y educación
Ella King Russell nació en Filadelfia, Pensilvania, hija de Norman FS y Ella D. Russell. La familia vivía en Edgewater Park, Nueva Jersey. Asistió a la escuela Agnes Irwin en Bryn Mawr, Pensilvania. Ella era una aspirante a bailarina y audicionó para los Rockettes después de la graduación, pero no fue seleccionada para unirse a la compañía de baile.
Recibió una licenciatura en inglés de Bennington College en 1947. Continuó sus estudios en la Universidad de Pensilvania, pero se mudó a París seis semanas antes de recibir su maestría.

## Carrera
Se convirtió en editora de moda para la oficina de París del Chicago Tribune y luego en la oficina de París del periódico egipcio Al-Misri. Regresó a los Estados Unidos en 1949 y comenzó su puesto como oficial de información en las Naciones Unidas, donde escribió informes sobre las reuniones del Consejo de Seguridad, la Asamblea General y los comités de la ONU. Mientras estuvo en las Naciones Unidas, se desempeñó como oficial de información pública para Eleanor Roosevelt. Ella manejó la correspondencia de Roosevelt, escribió discursos y, a menudo, fue su suplente en las reuniones de la Comisión de Derechos Humanos de las Naciones Unidas. Continuó en las Naciones Unidas después de la partida de Roosevelt.  
Se casó con Carl G. Torrey en 1954. La pareja vivió en Cambridge, Massachusetts, durante el tiempo de Carl en la Harvard Business School. Se mudaron a Belén, Pensilvania, donde Ella se convirtió en directora del Consejo de Asuntos Mundiales local. Se mudaron nuevamente a Evansville, Indiana, cuando Carl aceptó un trabajo con Mead Pharmaceuticals. Carl ayudó a desarrollar la fórmula para bebés Enfamil durante su tiempo con Mead. Los Torreys y sus cuatro hijos se mudaron al barrio Chestnut Hill de Filadelfia en 1970. 
Fue directora ejecutiva del Consejo Internacional de Visitantes de Filadelfia de 1977 a 1987. Se retiró a los 62 años, pero continuó siendo voluntaria a nivel local.
Recibió el Premio Héroe de los Derechos Humanos de las Naciones Unidas de la Misión de los Estados Unidos ante las Naciones Unidas en 2015.

## Muerte y legado
Murió de complicaciones de Covid-19 el 14 de abril de 2020. Ella tenía 94 años.